# 占中村
占中村，是中华人民共和国广东省梅州市丰顺县砂田镇下辖的一个村级行政单位。此村位于砂田镇的中部；截至2011年1月，占中村人口為1196人，户数為252户。占中村的总面积有7平方公里，经济作物主要為水稻，农民的经济收入主要從种植水稻、种製油茶、飼养豬隻、外出工作所得。
2013年中，颱風蘇力吹襲中國大陸地區，其中占中村灾情严重，多間房屋倒塌。